# VMOS
，中文名虚拟大师，是一个在安卓系统上运行的手机应用。通过把一个完整的安卓系统整合在应用内，而达到在同一部智能手机中运行两个不同系统的目的。得名自其应用的类型和运作方式：。

## 原理
通过虛擬機器技术，实现了把安卓系统放置在一个应用中，并可以如同其他应用一样安装在安卓或者Linux系统上。

## 应用
作为一个虚拟系统，其应用模式主要基于以下三种情况：
- 全新的系统：可以在所提供的安卓系统下自由下载各种应用程序，而不会与智能手机自带的安卓系统产生冲突；
- Root环境：提供的安卓系统带有Root环境，能够在避免对智能手机进行Root的情况下，下载或运行需要Root权限的应用程序；[3]
- 多个账号或应用程序的同时使用：因为提供了一个新的虚拟系统，所以可以实现在同一台智能手机中安装多个相同的应用程序，或登录同一个应用程序的不同账号。